# Jorge Iván Ospina
Jorge Iván Ospina Gómez (Cali, 1 de octubre de 1965) es médico y político colombiano. Actualmente es embajador de Colombia en Palestina.
Fue alcalde de Cali, durante el periodo 2008-2011 y elegido nuevamente para el periodo 2020-2023. Fue senador de la República por el Partido Alianza Verde para el periodo 2014-2018. 
Su padre, Iván Marino Ospina, fue comandante del grupo guerrillero Movimiento 19 de abril (M-19).

## Trayectoria
Graduado de Médico Cirujano (convalidado como médico general en Colombia) en el Instituto de Ciencias Médicas «Victoria de Girón» en La Habana, Cuba, e inició su trabajo social en las zonas deprimidas de la ciudad de Cali en especial en el sector del distrito de Aguablanca, donde estableció programas de atención primaria en salud con resultados como reducción de la mortalidad infantil y materna.
En 1992 entró como asistente técnico de la Secretaría de Salud Municipal de Cali durante la primera alcaldía de Rodrigo Guerrero. Un año después fue nombrado director del Núcleo Marroquín Cauquita, una división de atención primaria de la Secretaría de Salud. Allí estuvo hasta 1997, año en el que fue designado director del Hospital Carlos Holmes Trujillo durante los últimos meses de alcaldía de Mauricio Guzmán Cuevas.
En 1998, el entonces gobernador del Valle del Cauca, Gustavo Álvarez Gardeazabal lo convocó a su gobierno como gestor de paz y convivencia, iniciando el programa denominado «Diálogos sobre la guerra», buscando acuerdos mínimos con los actores armados de la región y evitar una degradación mayor del conflicto e incorporación de civiles en el mismo. Con la llegada del presidente Andrés Pastrana, los diálogos de paz tomaron otro enfoque, lo que generó el cierre del programa.
En el año de 1999 Ospina asume como director del Hospital Universitario del Valle Evaristo García, dirección que ocupó durante dos ocasiones en las que efectuó un rediseño total de la administración hospitalaria en lo físico, tecnológico y humano, lo que valió al hospital reconocimientos nacionales e internacionales.[cita requerida] Durante los años 2000 y 2001 Jorge Iván Ospina ocupó otros cargos de responsabilidad municipal como Secretario de salud y gobierno de Cali.
En octubre de 2007 Ospina fue elegido alcalde de la ciudad de Cali para el periodo 2008 - 2011, con 268 500 votos obtenidos a través de un movimiento ciudadano llamado «Podemos Cali», sobrepasando con ello a una alianza de partidos tradicionales que acompañaban al candidato Francisco José LLoreda y al candidato de la izquierda Bruno Díaz.
Durante su gobierno la ciudad emprendió una serie de proyectos de carácter social y de infraestructura, lo que le valió ser nominado a mejor alcalde del país con una distinción entre los 5 mejores alcaldes de Colombia por la organización no gubernamental, Colombia Líder. Ospina terminó su mandato con una favorabilidad del 75%.
En el año 2019, Ospina es nuevamente elegido por el municipio para un nuevo periodo hasta 2023. Tuvo que enfrentar el momento más difícil de la historia reciente, la pandemia de la COVID 19 y el Estallido Social, este último movido por la Reforma Tributaria emprendida por el presidente Iván Duque.
Pese al complejo panorama cumplió en 77,5% con su Plan de Desarrollo "Cali, Unida por la Vida 2020 - 2023", con una capacidad de ejecución de inversión del 86,93%, dejando proyectos como la Institución Universitaria de las Culturas y las Artes Populares IPC, única en el país y la primera institución de educación superior pública después de muchas décadas en la ciudad. Así consiguió que luego de 76 años, el Instituto Popular de Cultura fuera de educación superior, con sedes como el Edificio Coltabaco, rehabilitado integralmente con una obra civil sin precedentes. Becas para más de 7 mil jóvenes en educación para el trabajo, técnica, tecnológica y profesional con el programa "Todas y Todos a Estudiar". Los cinco parques para la vida: el Bulevar de Oriente, Parque Cristo Rey, Parque Corazón de Pance, Parque Pacífico y el Parque Tecnológico Imaginario de San Fernando. La terminación y puesta en marcha del primer Centro de Bienestar Animal de Cali.
Debido a irregularidades por la contratación de la Feria de Cali virtual en 2020, fue suspendido en primera instancia de su cargo por cuatro meses por parte de la Procuraduría General de la Nación.

## Alcalde de Cali
Durante su mandato inició un proyecto llamado «21 Megaobras», realizado bajo una contribución por valorización, el cual comprende una serie de obras viales, puentes vehiculares, peatonales y túneles que posibilitarían la recuperación vial de la ciudad. De las 21 obras planteadas inicialmente se han terminado únicamente 18.
- Túnel de la Avenida Colombia: Constituye la obra más ambiciosa del proyecto denominado 21 Megaobras, corresponde al hundimiento de la Avenida Colombia[7] también llamado túnel mundialista y la construcción a superficie de un bulevar de 980 metros lineales con un corredor a superficie para transporte público. El túnel con 4 carriles y 980 metros de longitud es el túnel urbano más grande en Colombia.
- Complejo de puentes de la Carrera 8 con Calle 70: 4 puentes, 2 rectos y 2 curvos, además de un deprimido, impactó el Nor Oriente de la ciudad provisionando espacio público, mejorando la movilidad y reduciendo la accidentalidad.
- Plazoleta de la Caleñidad "Jairo Varela": Con una pérgola enorme y haciendo referencia a la ciudad de los 7 ríos, teatrinos, restaurantes y 220 parqueaderos subterráneos.[8]
- Puente de la Carrera 44: Construido en la Autopista Sur con Carrera 44 con un puente recto y uno curvo. Impactó positivamente la movilidad
- Parque de la 72 W: De 1 km de longitud, amplió la oferta de espacio público al sector más deprimido de Cali en el populoso Distrito de Aguablanca
- Puente de la Calle 16 sobre el Río Meléndez
- Puente de la Carrera 70 con Autopista Sur
- Deprimido de la Autopista con Comfandi del Prado
- Prolongación Av. Circunvalar
- Ampliación Vial al Mar
- Ampliación Vía Pance
- Ciudadela Educativa Nuevo Latir[9]
- Diseño Ciudadela Educativa Isaías Duarte Cancino[10]
- Diseño Ciudadela Educativa Eustaquio Palacios[11]

### Obras en su segunda administración
Remodelación del Estadio Olímpico Pascual Guerrero. Con una gran inversión, la remodelación del estadio ubicado en el barrio San Fernando de Cali, posiciona como uno de los más modernos del país.
Proyecto Integral Cristo Rey
Proyecto Integral Cristo Rey, con una gran proyección, se lleva a cabo el proyecto integral que establece un vínculo entre la población y el hábitat. Cristo Rey es uno de los ‘5 Parques para la Vida’ que construye la Administración del ‘Puro Corazón por Cali’, como legado al territorio y la comunidad. Este espacio, que integra la zona urbana y rural y que ha sido un ícono de la Sultana del Valle, también incorpora elementos innovadores para la seguridad y el medio ambiente.
Bulevar de Oriente
Bulevar del Oriente, un proyecto pensado y diseñado después del entamboramiento de lo que se conocía como el Canal Cauquita, en donde se vertían residuos, basuras y demás que generaban problemas de salubridad en el sector. Es una intervención del espacio público del oriente de la ciudad, esta iniciativa cuenta con seis escenarios que se adelantan de manera simultánea y busca generar espacios de pedagogía para la transformación del ser humano y su forma de relacionarse con otros.
Parque Pacífico
Parque Pacífico En un espacio de 4,8 hectáreas, al norte de Santiago de Cali, está ubicado el Parque Pacífico, lugar pensado para el disfrute de las manifestaciones culturales expresadas a través de la música, la danza, la gastronomía, la moda y artesanías, propias de esta zona del occidente colombiano.
Parque Tecnológico de Innovación San Fernando
Parque Tecnológico de innovación San Fernando «Una zona donde la imaginación pueda volar tan alto que se convierta en realidad, un sitio que se integre en función de la tecnología, espacios para el conocimiento, el arte y la innovación, un mundo al alcance de todos, es la inspiración de la Administración de Puro Corazón por Cali para avanzar en la construcción del Parque Tecnológico de Innovación San Fernando».
Parque Corazón de Pance
Parque Corazón de Pance Es un espacio natural y recreativo ubicado en la ciudad de Cali, Colombia, conformado por 920.000 metros cuadrados destinados al encuentro social, la protección del agua y la biodiversidad, convirtiéndose en un sitio de reconciliación del ser humano con su entorno natural, bajo principios de armonía, equilibrio y respeto, acorde con los rasgos del territorio y sus tradiciones.

### Institución Universitaria de las Culturas y las Artes Populares IPC
La Institución Universitaria de las Culturas y las Artes Populares IPC nace como parte de la estrategia del proyecto movilizador "Revitalización del Instituto Popular de Cultura" en el Plan de Desarrollo "Cali Unida por la Vida", donde esta entidad de 76 años formando artistas y gestores culturales logra ser de educación superior. Luego de invertir y gestionar por un fortalecimiento integral del IPC Cali, se logró tener las condiciones ante el Ministerio de Educación Nacional: lo institucional, los programas, las sedes y los recursos. Se origina con la creación dada por el Honorable Concejo de la ciudad junto con las fuentes de financiación fijas. «La Institución Universitaria IPC se proyecta en convertirse en la primera del país dedicada a la formación, investigación, preservación y difusión de las riqueza de nuestras expresiones artísticas populares, con programas enfocados en Músicas Populares y Tradicionales, Danzas Populares y Tradicionales, Teatro Popular, Artes plásticas y visuales, además, contará con nuevos programas de ETDH enfocados en Escenotecnia, Cerámica Artística, Promoción y Producción musical y Promoción y Animación sociocultural».
El edificio Coltabaco, sede principal de la institución Universitaria IPC, este martes 12 de diciembre, en un emotivo acto inauguró su primera fase, tras el proceso de rehabilitación que comenzó en septiembre del 2022 y que finalizará a mediados del 2024, lo que convertirá a estos 5.500 metros cuadrados, el corazón de la actividad académica y cultural de la Sultana del Valle.

### Proyecto Cali Inteligente
Calinteligente es una estrategia movilizadora del Plan de Desarrollo ‘Cali Unida por la Vida’ de la actual Administración Distrital liderada por el alcalde Jorge Iván Ospina que busca impulsar el desarrollo social, económico y ambiental de la urbe, a través del uso de las tecnologías de la información y las comunicaciones , la construcción colectiva de saberes y la participación equitativa y consciente de la población, con el fin de transformar a Cali en una ciudad sostenible, inclusiva e innovadora, mejorando la calidad de vida de sus ciudadanos.  A su vez, el proyecto se ha visto involucrado en controversias de diferente índole de las cuales la creación de una empresa mixta que opere el alumbrado público y las TIC es la más discutida por diferentes sectores de la ciudad.

## Controversias
Muchos de los hechos más controvertidos de la administración de Ospina fueron publicados por el diario local El País, periódico del cual uno de sus principales accionistas es Francisco José Lloreda, candidato derrotado en las elecciones a la alcaldía. En respuesta a la oposición liderada por El País, Ospina adelantó una comunicación efectiva con un programa de televisión y manejo de medios alternativos, posicionando el eslogan Cali, "un nuevo latir" con un muy efectivo corazón representando la bandera de la ciudad.

### Guardas Cívicos
Para acelerar la aprobación de su plan de 21 megaobras por parte del Concejo de Cali, Ospina desarrolló el programa llamado 'Guardas Cívicos' mediante el cual empleó más de 1600 personas para desarrollar tareas de cultura ciudadana en las calles. Muchos concejales recibieron cuotas burocráticas en este programa, así como gente cercana a la alcaldía. Estas personas devengaban un salario exageradamente alto para la naturaleza de sus funciones, así como fueron objeto de cientos de críticas por parte de la comunidad pues se veían estas personas perdiendo el tiempo, conversando entre ellas o sin nada que hacer.sin embargo en una encuesta realizada por el centro nacional de consultoría el programa guardas cívicos tuvo una favorabilidad del 65 % en los encuestados, además de contribuir en recuperar la memoria cívica de la ciudad y de fomentar responsabilidades en el ciudadano.

### Feria de Cali 2011
El 25 de diciembre, uno de los logros más importantes de la administración Ospina fue crear un proyecto cultural llamado Salsódromo, orientado a potencializar la cultura salsera de la ciudad y de crear un escenario para la presentación de las mejores escuelas de bailarines, además de reemplazar el inicio de feria "La Cabalgata" un evento en decadencia, el Salsódromo rápidamente se instaló en el corazón de los caleños y por ello fue normatizado por un acuerdo municipal Feria de Cali, sin embargo para el último año de su gobierno y con el propósito de consolidar una industria cultural en algunas zonas del salsodromo se cobraron a COP 64 000 (USD 32) por persona, lo que generó una polémica grande, dado que en los 3 años anteriores el Salsódromo había sido gratuito.
Ospina argumentó que era imprescindible el cobro para ayudar a pagar la feria, y empresarizar y consolidar una industria cultural.

### Tema carcelario
Los dos funcionarios tuvieron un cruce de palabras tras los hechos ocurridos en la cárcel de Tuluá.

### Destitución
A mediados de diciembre de 2011 se conoció un fallo de la Procuraduría por el cual destituía e inhabilitaba a Ospina por seis meses por no haber asistido a reuniones del Concejo Municipal de Política Social. Para el Ministerio Público, el comportamiento de Ospina constituyó una omisión a sus funciones como gobernante, y por lo tanto una falta que fue calificada como "gravísima, realizada con culpa grave". Sin embargo sobre esta decisión caía recurso de apelación, por lo cual Ospina pudo terminar su mandato solo faltándole menos de un mes y en espera de la ratificación de su sentencia.